# Pseudaphycus debachi
Pseudaphycus debachi är en stekelart som beskrevs av Rosen 1981. Pseudaphycus debachi ingår i släktet Pseudaphycus och familjen sköldlussteklar. Inga underarter finns listade i Catalogue of Life.